# Вольфганг Борхерт
Во́льфганг Борхе́рт (нім. Wolfgang Borchert; 20 травня 1921, Гамбург — 20 листопада 1947, Базель) — німецький письменник, один з найвідоміших авторів у німецькій літературі епохи руїн (Trümmerliteratur), (період з 1945 до 1950).
Народився у Гамбурзі. Найвизначніший твір — п'єса «На вулиці, перед зачиненими дверима» (1947) — про долю німецької молоді, покаліченої нацизмом і війною. Борхерт писав також вірші, новели та антимілітаристські оповідання-відозви.

## Твори
- На вулиці, перед зачиненими дверима (Draußen vor der Tür), п'єса, 1947